# Árvore das Patacas
Árvore das Patacas foi um concurso interativo (ou passatempo televisivo) português, transmitido pela SIC durante dez anos (entre 1999 e 2009). Este passatempo destacou-se pela presença assídua do ventríloquo José Freixo e do seu boneco Donaltim, que ficou muito presente na memória dos telespectadores.
O passatempo começou em 1999, inserido no programa matinal da estação de Carnaxide, SIC 10 Horas, apresentado por Júlia Pinheiro e, mais tarde, por Fátima Lopes. Durante algum tempo, o passatempo esteve também inserido no programa Às Duas por Três, emitido pelo mesmo canal. Em 2005, com o fim do SIC 10 Horas, passou a ser transmitido no programa substituto, Fátima, apresentado por Fátima Lopes. Árvore das Patacas não resistiu ao fim do Fátima, em 2009, terminando, também, após mais de dez anos em antena.

## Dinâmica
Para os telespectadores conseguirem jogar à Árvore das Patacas, basta ligarem o número de telefone indicado pelo apresentador do programa e promovido ao longo de toda a emissão. O passatempo joga-se com o auxílio de uma árvore fictícia, a "árvore das patacas"; os telespectadores têm de escolher um número de 1 a 9, estampado em nove peças iguais, penduradas na referida árvore, onde, do lado inverso, se encontram símbolos; se calhar o símbolo do "stop", o jogo pára, não dando oportunidade ao telespectador de continuar o jogo nem de ganhar qualquer prémio; se calhar o símbolo "dinheiro", que garante uma quantia monetária simbólica, o telespectador é levado a escolher se fica com esse dinheiro e sai do jogo ou prescinde desse dinheiro para continuar a jogar, podendo ou não ganhar uma quantia superior; se calhar uma o símbolo "seta", os telespectadores são obrigados a jogar mais, escolhendo outro número, que pode levá-los a ganhar dinheiro ou a parar o jogo. 
Em 2007, a dinâmica do passatempo mudou, passando a ser jogado de uma forma diferente: desta vez, o telespectador escolhe, na "árvore das patacas", três números de 1 a 9; em cima de uma mesa, encontram-se várias peças, que escondem, na parte traseira, não visível ao público, os números da árvore. À sorte, o apresentador escolhe três peças de entre as nove expostas; se os números das peças escolhidas pelo apresentador corresponderem aos números escolhidos pelo telespectador participante na árvore, o mesmo ganha um prémio variável, conforme a quantidade de números que acertar. 